# Markus Berger
Markus Berger (ur. 21 stycznia 1985 w Salzburgu) – austriacki piłkarz, grający na pozycji obrońcy.

## Kariera piłkarska
Wychowanek klubu Austria Salzburg, a potem niemieckich VfB Stuttgart oraz Eintracht Frankfurt. W 2004 rozpoczął karierę piłkarską w SV Ried, któremu pomógł awansować w 2005 do Bundesligi. W lipcu 2007 przeszedł za 300 tys. euro do portugalskiej Académici Coimbra. W styczniu 2009 był na testach w szkockim Hibernian F.C., jednak kontrakt nie został podpisany i piłkarz powrócił do Portugalii. 30 grudnia 2011 podpisał 3-letni kontrakt z Czornomorcem Odessa. 3 marca 2014 roku w związku z niestabilną sytuacją na Ukrainie za obopólną zgodą kontrakt został anulowany. 1 kwietnia 2014 podpisał kontrakt z norweskim IK Start. Latem 2014 przeszedł do Urału Jekaterynburg. W 2015 roku najpierw grał w Gil Vicente FC, a następnie został zawodnikiem CD Tondela.

### Kariera reprezentacyjna
W latach 2004–2007 bronił barw młodzieżowej reprezentacji Austrii.

## Sukcesy i odznaczenia

### Sukcesy klubowe
- Mistrzostwo Austrii:
  - wicemistrz: 2007